# Gokčanica
Gokčanica (cirill betűkkel Гокчаница) település Szerbiában, a Raškai körzet Kraljevoi községében.

## Népesség
- 1948-ban 310 lakosa volt.
- 1953-ban 365 lakosa volt.
- 1961-ben 331 lakosa volt.
- 1971-ben 286 lakosa volt.
- 1981-ben 236 lakosa volt.
- 1991-ben 163 lakosa volt.
- 2002-ben 86 lakosa volt, akik mindannyian szerbek.